# Bahnstrecke Raunheim Mönchwald–Raunheim Mönchhof
| Schematischer Gleisplan der Bahnstrecken im Bereich des Frankfurter Flughafens, die Verbindungskurve ist rot dargestellt. |                               |                                             |                                             |
| Streckennummer (DB): | 3539                          |                                             |                                             |
| Streckenlänge: | 2,393 km                      |                                             |                                             |
| Spurweite: | 1435 mm (Normalspur)          |                                             |                                             |
| Streckenklasse: | D4                            |                                             |                                             |
| Stromsystem: | 15 kV 16,7 Hz ~               |                                             |                                             |
| Maximale Neigung: | 35 ‰                          |                                             |                                             |
| Minimaler Radius: | 837 m                         |                                             |                                             |
| Streckengeschwindigkeit: | 130 km/h                      |                                             |                                             |
| Zugbeeinflussung: | PZB90, LZB L72CE TgrV 1 und 3 |                                             |                                             |
| Zweigleisigkeit: | nein                          |                                             |                                             |
| |                               |                                             |                                             |
| Bundesland (D): | Hessen                        |                                             |                                             |
| \| \| \| Mainbahn von Mainz \| \| \| \| 0,0 \| Raunheim Mönchwald (Abzw) \| Raunheim Mönchwald (Abzw) \| \| \| \| Mainbahn nach Frankfurt \| \| \| \| \| A 3 \| \| \| \| \| Schnellfahrstrecke von Köln \| \| \| \| 2,6 \| Raunheim Mönchhof (Abzw) \| Raunheim Mönchhof (Abzw) \| \| \| \| Schnellfahrstrecke nach Frankfurt Flughafen \| \| |                               |                                             |                                             |
| Strecke |                               | Mainbahn von Mainz                          | Mainbahn von Mainz                          |
| Blockstelle | 0,0                           | Raunheim Mönchwald (Abzw)                   | Raunheim Mönchwald (Abzw)                   |
| Abzweig geradeaus und nach links |                               | Mainbahn nach Frankfurt                     | Mainbahn nach Frankfurt                     |
| Strecke mit Straßenbrücke |                               | A 3                                         | A 3                                         |
| Abzweig geradeaus und von links |                               | Schnellfahrstrecke von Köln                 | Schnellfahrstrecke von Köln                 |
| Blockstelle | 2,6                           | Raunheim Mönchhof (Abzw)                    | Raunheim Mönchhof (Abzw)                    |
| Strecke |                               | Schnellfahrstrecke nach Frankfurt Flughafen | Schnellfahrstrecke nach Frankfurt Flughafen |

Die Bahnstrecke Raunheim Mönchwald–Raunheim Mönchhof ist eine 2,7 km lange, eingleisige Verbindungskurve bei Raunheim. Sie verbindet die Schnellfahrstrecke Köln–Rhein/Main nahe der hessischen Stadt Raunheim, nördlich des Frankfurter Flughafens, mit der Bahnstrecke Mainz–Frankfurt.
Die Strecke ist durchgehend mit 130 km/h befahrbar und ab Kilometer 2,1 mit Linienzugbeeinflussung ausgerüstet.
Eine weitere Verbindungskurve, die Bahnstrecke Raunheim Caltex–Raunheim Brunnenschneise, verbindet die Strecke Mainz–Frankfurt aus Richtung Kelsterbach mit der Schnellfahrstrecke nach Köln.

## Verlauf
Die Strecke fädelt an der Abzweigstelle Raunheim Mönchwald mit Streckenkilometer 0,0 beim Kilometer 17,4 der Mainbahn (Mainz Hbf–Frankfurt (Main) Hbf) aus. Sie verläuft in südöstlicher Richtung in einem Bogen und unterquert dabei die A 3 mittels eines 194 Meter langen Kreuzungsbauwerks. An der Abzweigstelle Raunheim Mönchhof fädelt sie mit Kilometer 2,6 in Kilometer 163,4 der Schnellfahrstrecke gen Frankfurt ein. Daran schließt sich bei km 163,5/163,6 ein einfacher Gleiswechsel an.
Die maximale Längsneigung liegt bei 35 Promille. Aufgrund dieser Steigung kann sie von konventionellen Zügen nur unter Beachtung einer Lastbeschränkung (DB-Baureihe 103 beispielsweise mit 11 Wagen) befahren werden. Die Strecke zählt damit zu den steilsten Hauptbahnen in Deutschland.
Die drei Weichen auf der Schnellfahrstrecke sind in einer Sonderbauform mit 2450 m Zweiggleisradius ausgebildet (Typ 60-4800-2450/oo-fb).

## Geschichte
Die Strecke wurde ab Mitte der 1990er Jahre im Zuge des Baus der Schnellfahrstrecke errichtet.
Neben dem 211 m langen Kreuzungsbauwerk unterhalb der A 3, westlich des Mönchhof-Dreiecks, wurden verschiedene Trog- und Stützbauwerke sowie 1850 m Schallschutzwände errichtet.
Sie wurde am 30. Mai 1999, zusammen mit dem Südabschnitt der Schnellfahrstrecke Köln–Rhein/Main und dem Flughafen-Fernbahnhof in Betrieb genommen. Die Linienzugbeeinflussung wurde später nachgerüstet, in Richtung Mainz musste die zulässige Geschwindigkeit daher reduziert werden.
Im Fahrplanjahr 2010 wird sie tagsüber planmäßig von einem IC-/ICE-Zug je Stunde und Richtung befahren.
Ein zweigleisiger Ausbau der Strecke ist baulich vorbereitet.
In dem 2020 vorgelegten dritten Gutachterentwurf des Deutschlandtakts ist ein zweigleisiger Ausbau der Strecke mit beidseitiger niveaufreier Einbindung unterstellt. Dafür sind, zum Preisstand von 2015, Investitionen von 115 Millionen Euro vorgesehen.
Im März 2024 schrieb die DB eine Erneuerung der drei Weichen in der Einbindung in die Schnellfahrstrecke aus.